# Berolzheim (Ahorn)
Berolzheim ist ein Ortsteil der Gemeinde Ahorn in dem Main-Tauber-Kreis in Baden-Württemberg.

## Geographie

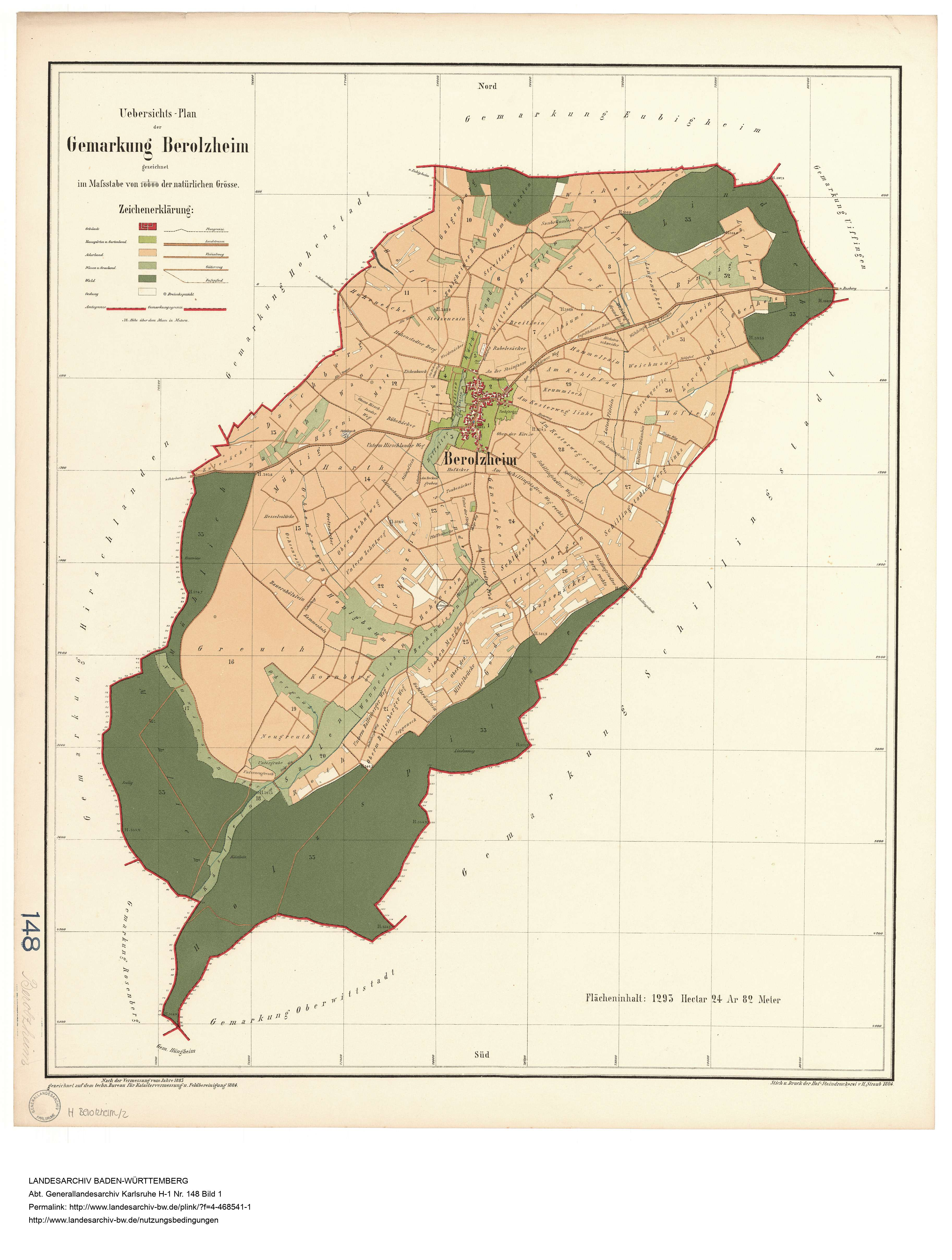
Gemarkung von Berolzheim, 1884

Berolzheim ist der flächenmäßig größte Ortsteil der Gemeinde Ahorn und liegt auf halbem Weg zwischen Würzburg und Heilbronn in der ebenen baumarmen Landschaft Bauland (abgeleitet von Bohnenland), die durch die Limesstadt Osterburken an der Kirnau bekannt ist. Das ehemalige Dorf Berolzheim ist durch ein weitläufiges Tal von dem seit dem Ende der 1960er Jahre entstandenen Neubaugebiet getrennt. Die Landschaft um das zusammenhängend bebaute Gebiet ist von regelmäßigen Hügeln und Feldern geprägt, an die sich in allen Himmelsrichtungen nach etwa einem Kilometer dichte Nadelwälder anschließen.

## Geschichte

### Mittelalter
Der Ort wurde im Jahre 1050 erstmals urkundlich erwähnt als „Berolshein“. Man nimmt an, dass der Ort ursprünglich das Heim eines Berold oder Berolf war. Im Hochmittelalter war Berolzheim zumindest teilweise im Besitz des Klosters Amorbach. Gegen Ende des 15. Jahrhunderts besaß Kurmainz Herrschaftsrechte und kaufte weitere Rechte von Friedrich von Rosenberg.

### Neuzeit
1803 gelangte Berolzheim im Rahmen der Säkularisation zum Fürstentum Leiningen, 1806 zum Großherzogtum Baden. Danach war Berolzheim wechselnden Badischen Verwaltungsbereichen zugeordnet, zumal das Bezirksamt Boxberg mehrfach errichtet und wieder aufgehoben wurde: 1813 Bezirksamt Boxberg, 1857 Bezirksamt Krautheim, 1864 Bezirksamt Boxberg, 1872 Bezirksamt Tauberbischofsheim, 1898 Bezirksamt Boxberg, 1924 Bezirksamt Adelsheim, 1936 Bezirksamt/Landkreis Buchen.
Am 1. Januar 1975 wurde Berolzheim in die Gemeinde Ahorn eingegliedert.

## Wappen
Die Blasonierung des Berolzheimer Wappens lautet: „In Rot ein silberner Pfahl, überdeckt von einem aufgerichteten schwarzen Bären.“ Selten ist die nach unten spitz zulaufende Schildform des Berolzheimer Wappens. Dieses Wappen galt bis 1974.

## Kultur und Sehenswürdigkeiten

### Kulturdenkmale

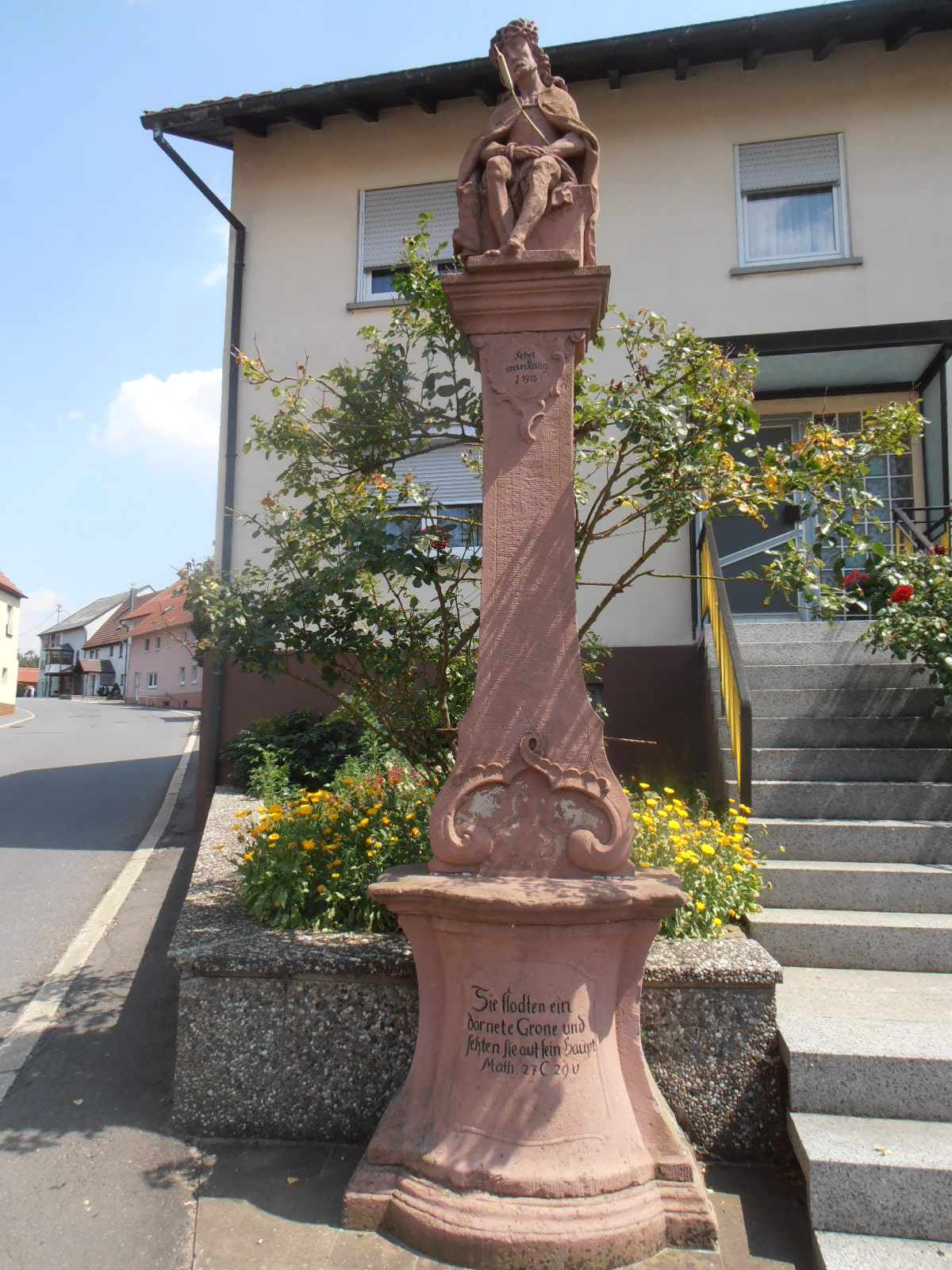
Bildstock in Berolzheim (1915)

- Katholische Kirche St. Kilian von 1844

### Heimatmuseum
Im ehemaligen Farrenstall von Berolzheim wurde vom Heimatverein Zehntweghütte ein Heimatmuseum eingerichtet.

## Wirtschaft und Infrastruktur

### Solarpark
Im Jahre 2010 wurde auf der Gemarkung von Ahorn-Berolzheim der „Solarpark Ahorn“ erbaut. Mit seinen etwa 50.000 Solarmodulen erzielt der Solarpark eine elektrische Leistung von 11 MWp.

### Verkehr
Berolzheim liegt an der Anschlussstelle 5, Boxberg, der Autobahn A 81, jeweils etwa 55 km von Würzburg bzw. Heilbronn entfernt.